# Carlos González Peña (futbolista)
Carlos Gónzalez Peña (Salamanca, España, 28 de julio de 1983) es un exfutbolista que jugaba en la posición de lateral izquierdo y actual entrenador de fútbol español.

## Trayectoria

### Como jugador
Peña comenzó su carrera en el FC Barcelona, donde formó parte del filial durante cinco temporadas y compartió selección española sub-21 con Sergio Ramos, Iniesta, Fàbregas o Fernando Torres. Tras esa experiencia, firmó por el Albacete Balompié, donde jugó más de cien encuentros en Segunda División.
Tras salir de Albacete, Peña jugaría en el Recreativo de Huelva en la temporada 2009-10 y tras un buen año, firmó por el Real Valladolid C. F. donde jugó durante 5 temporadas, de 2010 a 2015. En su segunda temporada en Pucela, consiguió el ascenso a Primera División. Tras lograr la permanencia en su primera temporada en Primera División durante varias temporadas y un descenso a Segunda División, en verano de 2015 firmó por el Real Oviedo, en el que estuvo durante dos temporadas.
En diciembre de 2016, firmó por el Getafe C. F. de Segunda División, con el que logró el ascenso a Primera División. 
En la temporada 2017-18, firmó por el Lorca F. C. de Segunda División, donde disputó los 35 encuentros como titular.  
En 2018, se marchó a la India para jugar en el F. C. Goa de la Superliga de India, con el que disputó 43 partidos y logró conquistar dos títulos: Supercopa y campeonato regular de la Superliga india (ISL), a las órdenes del entrenador zaragozano Sergio Lobera.
En abril de 2020, tras casi 20 años dedicados al fútbol profesional, el salmantino anunció su retirada.

### Como entrenador
Tras colgar las botas como jugador, en la temporada 2020-21 firma como técnico del juvenil del Club de Fútbol Lorca Deportiva, equipo al que dirige hasta diciembre de 2020.
El 23 de diciembre de 2020, se convierte en entrenador del Juvenil "A" del UCAM Murcia CF.
En la temporada 2021-22, firma por el Albacete Balompié para dirigir a su equipo juvenil de División de Honor.
El 16 de abril de 2022, firma como entrenador del F. C. Goa de la Superliga de India, equipo donde terminaría su carrera como jugador.  El 23 de abril de 2023, finaliza su contrato con el conjunto indú.
En la temporada 23-24 dirige al Ratchaburi FC, en 1a División de Thailandia, finalizando la temporada en 6a posición.
En la temporada 24-25 está dirigiendo a un histórico del fútbol asiático, Persija Jakarta de la Liga Indonesia.

## Clubes

### Como jugador
| Club                  | País   | Año       |
| --------------------- | ------ | --------- |
| F. C. Barcelona C     | España | 2001-2003 |
| F. C. Barcelona B     | España | 2003-2006 |
| Albacete Balompié     | España | 2006-2009 |
| Recreativo de Huelva  | España | 2009-2010 |
| Real Valladolid C. F. | España | 2010-2015 |
| Real Oviedo           | España | 2015-2016 |
| Getafe C. F.          | España | 2017      |
| Lorca F. C.           | España | 2017-2018 |
| F. C. Goa             | India  | 2018-2020 |

### Como entrenador
| Club                                   | País   | Año       |
| -------------------------------------- | ------ | --------- |
| Club de Fútbol Lorca Deportiva Juvenil | España | 2020      |
| UCAM Murcia CF Juvenil "A"             | España | 2021      |
| Albacete Balompié Juvenil "A"          | España | 2021-2022 |
| F. C. Goa                              | India  | 2022-2023 |

## Palmarés

### Campeonatos nacionales
| Título                      | Club      | País  | Año  |
| --------------------------- | --------- | ----- | ---- |
| Superliga de India          | F. C. Goa | India | 2018 |
| Copa Federación de la India | F. C. Goa | India | 2018 |